# Neuronenspezifische Enolase
Die neuronenspezifische Enolase (NSE, ENOG), engl.: neuronspecific enolase, ist ein Enzym (Biokatalysator) des Glucose-Stoffwechsels. Sie kommt in verschiedenen Isoformen in den Nervenzellen (Neuronen) des Gehirns und des peripheren Nervengewebes sowie in neuroendokrinen Geweben, v. a. in den sog. APUD-Zellen, vor.
Erhöhte Serumwerte von NSE sind die Folge von kardiovaskulären Ereignissen, zerebralen Traumata, diversen Tumorerkrankungen, Sklerodermie, Creutzfeldt-Jakob-Krankheit oder schlechter Handhabung von Blutproben durch Zerfall von Erythrozyten oder Thrombozyten. Der obere Grenzwert im Serum bei Erwachsenen wird von verschiedenen Labors mit 10, 12, 16,3 und 18,5 μg/l unterschiedlich angegeben.
NSE gehört zu einer von drei Enzymgruppen, die zusammen als Enolasen bezeichnet werden, alle dieselbe Reaktion katalysieren und die in allen Lebewesen vorkommen, die Glucose verwerten. Während α-Enolasen gewebeunspezifisch sind, sind β-Enolasen nur in Muskelzellen und γ-Enolasen nur in Nervengewebe lokalisiert. Tatsächlich handelt es sich jeweils um ein Homo- oder Heterodimer aus drei möglichen Untereinheiten (α, β, γ), die miteinander kombiniert werden. Von diesen Kombinationen werden fünf tatsächlich angetroffen: α/α in Embryonen und im Erwachsenen gewebeunspezifisch; α/β und β/β in gestreifter Muskulatur; und α/γ und γ/γ in Neuronen. Während der Ontogenese werden bevorzugt die Heterodimere synthetisiert.

## Katalysierte Reaktion
|  |                     | {\displaystyle \mathrm {\xrightarrow[{Enolase}]{-Wasser}} } |                    | ADP ATP Pyruvatkinase |         |
|  | D-2-Phosphoglycerat |                                                             | Phosphoenolpyruvat |                       | Pyruvat |

2-Phosphoglycerat spaltet ein Wassermolekül ab; es entsteht Phosphoenolpyruvat (PEP). Aufgrund der entstandenen Doppelbindung ist die Phosphatgruppe des PEP instabil gebunden und wird leicht auf ADP unter Bildung von ATP übertragen; aus dem PEP entsteht Brenztraubensäure bzw. Pyruvat.

## Bewertung

### NSE bei gutartigen Erkrankungen
Erhöhte Konzentrationen von NSE im Blutserum findet man bei
- gutartigen Lungenerkrankungen
- Erkrankungen des Gehirns oder der Nervenzellen.

Bei Erkrankungen des Gehirns findet man erhöhte Werte für NSE auch im Liquor (Gehirnwasser). Dies gilt z. B. für Hirnhautentzündung (Meningitis), Schlaganfall, intrazerebralen Blutung, Subarachnoidalblutung, zerebrale Hypoxie (Mangelversorgung mit Sauerstoff), Encephalomyelitis disseminata (Multiple Sklerose), Creutzfeldt-Jakob-Krankheit und andere Erkrankungen, die zur Degeneration von Nervenzellen führen. NSE ist ein prognostischer Faktor für Patienten mit zerebralen Hypoxiezuständen. Signifikant erhöhte NSE-Werte im Serum (> 33 μg/l) in den ersten Tagen nach einer Reanimation deuten auf eine ungünstige Prognose hin.
- Schwangerschaften mit Neuralrohrdefekten beim Kind

### NSE bei bösartigen Erkrankungen
NSE ist ein Tumormarker bei sehr unterschiedlichen Tumoren. Beim kleinzelligen Bronchialkarzinom gilt NSE als der zentrale Tumormarker, er korreliert mit dem Ausmaß der Erkrankung, nicht aber mit dem Ort und der Art der Metastasierung. Unter erfolgreicher Chemotherapie kommt es zum Absinken der anfangs erhöhten NSE-Werte.
NSE-Erhöhungen finden sich außerdem beim Neuroblastom, bei neuroendokrinen Tumoren, beim Seminom (Hoden-Tumor), Ewing-Sarkom, außerdem mit geringerer Sensitivität beim Nierenkarzinom und bei weiteren Tumorerkrankungen. NSE eignet sich nicht zur Tumorsuche und nicht zur Erstdiagnose, wohl aber zur Kontrolle eines Verlaufs oder einer Behandlung.

### Störungen
NSE ist in höherer Konzentration in Erythrozyten (rote Blutkörperchen) und in Thrombozyten (Blutplättchen) enthalten. Daher finden sich erhöhte NSE-Werte im Serum, wenn es zur Zerstörung der roten Blutkörperchen (z. B. bei Hämolyse) oder der Blutplättchen gekommen ist (z. B. bei unerwünschter Gerinnung im Analyseröhrchen oder bei unsachgemäßem Zentrifugieren).

## Hemmstoffe
Die Enolase wird durch Fluorid inhibiert. Dies nutzt man bei Blutproben aus, wenn man die Glucosewerte bestimmen möchte. Durch das inhibierte Enzym kann die Glykolyse im Proberöhrchen nicht ablaufen, so dass ein Glucoseabbau nicht stattfindet.